# Бензилсалицилат
Бензилсалицилат — бесцветная жидкость со слабым бальзамическим запахом; растворим в этаноле, слабо растворим в пропиленгликоле, глицерине, практически не растворим в воде.

## Получение
Бензилсалицилат синтезируют из салицилата калия или натрия и бензилхлорида;
из метилсалицилата и бензилового спирта;

## Применение
Как компонент пищевых эссенций;
В составе средств, предохраняющих кожу от солнечных ожогов;
Потенциальный эффект: Сыпь на коже и опухание при воздействии солнечного света